# Sara Aaronsohn
Sara Aaronsohn sau Sara Aharonson (n. 5 ianuarie 1890 la Zihron Iacov – d. 9 octombrie 1917 la Zihron Iacov) a fost o luptătoare evreică din Palestina otomană, membră a grupării sioniste Nili, care a efectuat misiuni de spionaj în serviciul Regatului Unit în Primul Război Mondial în scopul facilitării unei renașteri statale evreiești în Palestina (pentru evrei - Țara Israelului).
A fost cunoscută ca eroina din "Nili".
A fost sora botanistului Aaron Aaronsohn.
În primăvara lui 1917, în timpul unei misiuni secrete în Egipt, fratele ei i-a solicitat să renunțe la participarea la luptă pentru a nu se mai expune pericolelor, dar Sara și-a continua misiunea și în cele din urmă a fost capturată de otomani. Deși a fost torturată timp de trei zile, nu a divulgat nicio informație. La capătul puterilor s-a sinucis cu un pistol ascuns în sala de baie.